# Райнсдорф (Саксония)
Райнсдорф (нем. Reinsdorf) — община в Германии, в земле Саксония. Подчиняется административному округу Кемниц. Входит в состав района Цвиккау.  Население составляет 8161 человек (на 31 декабря 2010 года). Занимает площадь 21,17 км².
Коммуна подразделяется на 3 сельских округа.
В Райнсдорфе в 1878 году родился Эрнст Ландрок, один из основателей фотостудии Lehnert & Landrock.

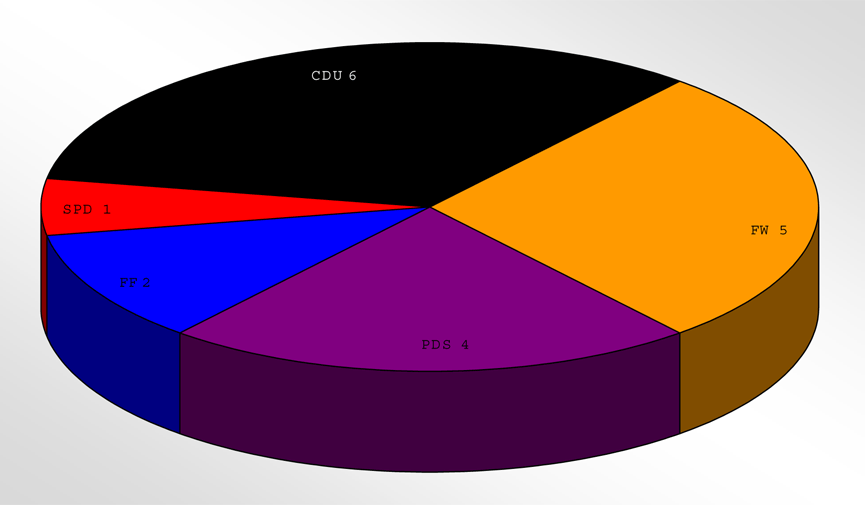
Райнсдорф